# Winfried Wiencek

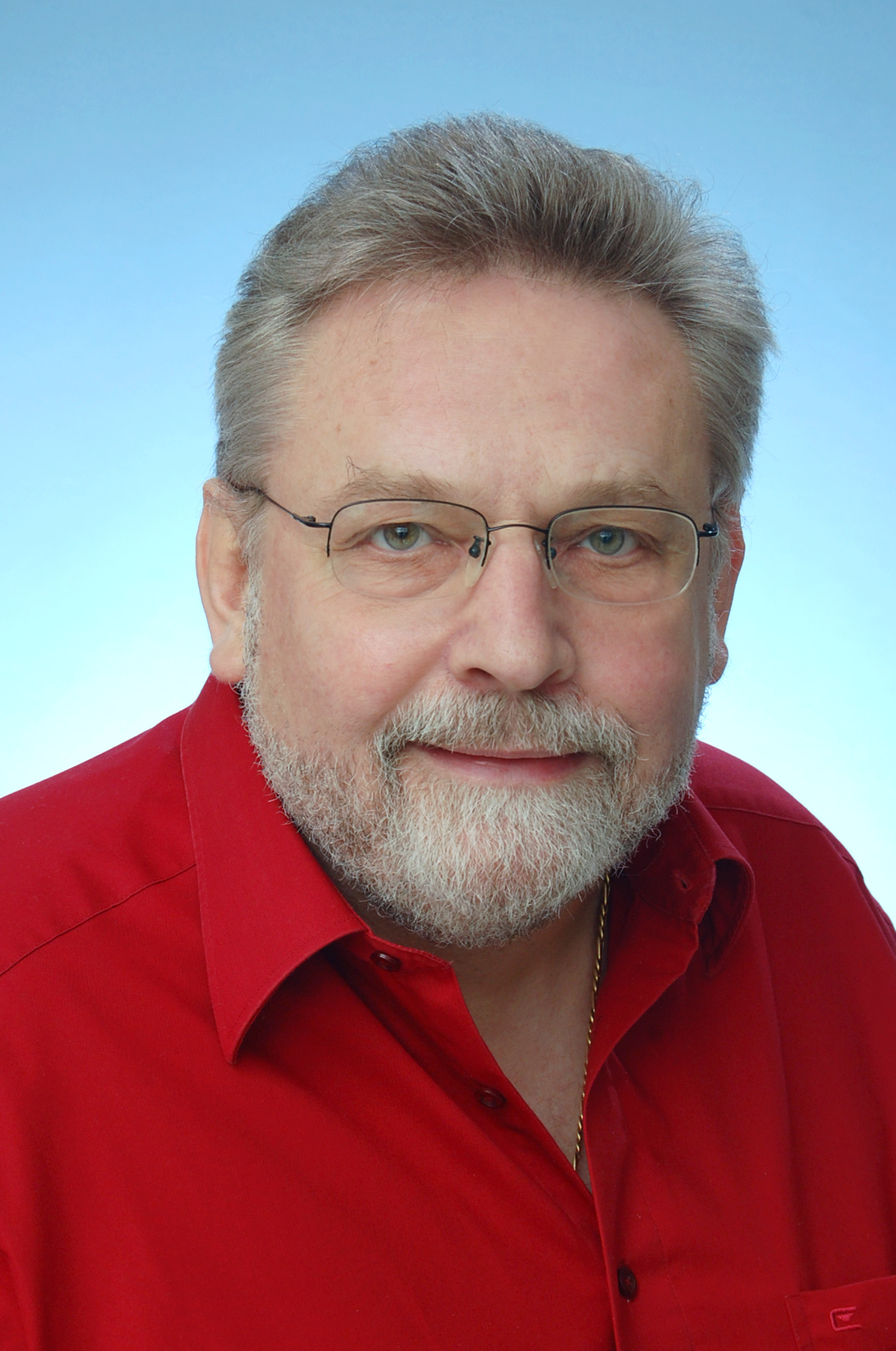
Winfried Wiencek (2009)

Winfried Uwe Detlef Wiencek (* 2. Januar 1949 in Sengwarden; † 10. Januar 2025) war ein Gehörlosensportfunktionär und ehemaliger deutscher Gehörlosen-Tischtennisspieler. Seit 2014 war er Präsident des Deutschen Gehörlosen-Sportverbandes. Zudem war er Präsident des Gehörlosen-Sportverbandes Nordrhein-Westfalen und Träger des Bundesverdienstkreuzes 1. Klasse.
Wiencek war einer der erfolgreichsten Gehörlosen-Tischtennissportler, er gewann 19 Deutsche Meistertitel und 36 NRW-Meistertitel. Darüber hinaus war er Nationalspieler, Betreuer bei vier Europameisterschaften und vier Weltspielen der Gehörlosen. Er engagierte sich auch in seinem Verein, GTSV Dortmund, als Sport-, Jugendwart, Geschäftsführer bis zum 1. Vorsitzenden. Seit 2006 war er Präsident des Gehörlosen-Sportverband Nordrhein-Westfalen, vorher war er bei diesem Verband Jugendwart, Hauptkassierer, Beisitzer und 2. Vorsitzender.
Im Deutschen Gehörlosen-Sportverband war er Jugendsekretär, Verbandsfachwart für Tischtennis, Beisitzer und Generalsekretär. Und er war Technischer Direktor für Tischtennis beim Europäischen Gehörlosen-Sportverband (EDSO) und beim Weltverband für Gehörlosensport (ICSD).

## Erfolge als Sportler
- Deutscher Gehörlosen-Meister Tischtennis-Mannschaft (11): 1975–79, 1981–1984, 1994, 1997
- Deutscher Gehörlosen-Pokalsieger Tischtennis-Mannschaft (2): 1991, 1993
- Deutscher Gehörlosen-Meister Tischtennis-Junioren-Doppel: 1968
- Deutscher Gehörlosen-Meister Tischtennis-Junioren-Mixed: 1970
- Deutscher Gehörlosen-Meister Tischtennis-Senioren-Doppel (2): 1989, 1991
- Deutscher Gehörlosen-Meister Tischtennis-Senioren-Mixed: 1993
- NRW-Gehörlosen-Meister Tischtennis-Einzel (3): 1972–73, 1975
- NRW-Gehörlosen-Meister Tischtennis-Mannschaft (20): 1971–75, 1977–79, 1981–1982, 1985–89,1991-92, 1995, 1998–99
- NRW-Gehörlosen-Meister Tischtennis-Doppel (10): 1972–75, 1977, 1979, 1981, 1986–1988,
- NRW-Gehörlosen-Pokalsieger Tischtennis-Mannschaft (3): 1991, 1992, 1996
- TT-Gehörlosen-Nationalspieler (6): 1975–1980

## Ehrenamtliche Tätigkeiten
- 1970–1971 1. Vorsitzender Gehörlosen-Turn- und Sportverein Dortmund
- 1971–1974 Sportwart Gehörlosen-Turn- und Sportverein Dortmund
- 1974–1976 Jugendwart Gehörlosen-Turn- und Sportverein Dortmund
- 1974–1978 Jugendsekretär des Deutschen Gehörlosen-Sportverbandes
- 1975–2002 Verbandsfachwart für TT im Dt. Gehörlosen-Sportverband
- 1982–1986 Kassierer im Gehörlosen – Sportverband Nordrhein-Westfalen
- 1984–1986 Geschäftsführer Gehörlosen-Turn- und Sportverein Dortmund
- 1988–1996 1. Vorsitzender Gehörlosen-Turn- und Sportverein Dortmund
- 1990–1998 Beisitzer im Gehörlosen-Sportverband Nordrhein-Westfalen
- 1991–2001 Technischer Direktor für Tischtennis im CISS (Weltsportverband der Gehörlosen)
- 1993–2003 Technischer Direktor für Tischtennis in der EDSO (Europäischer Gehörlosen-Sportverband)
- 1995–2003 Beisitzer im Präsidium des Deutschen Gehörlosen-Sportverbandes
- 1998–2002 2. Vorsitzender im Gehörlosen-Sportverband Nordrhein-Westfalen (NRW)
- 2002–2006 Beisitzer im Gehörlosen-Sportverband NRW
- 2006–2017 Präsident des Gehörlosen-Sportverbandes NRW

## Sonstiges
- 1977 Bukarest: Teilnahme als Sportler im Tischtennis an den Weltspielen der Gehörlosen
- 1979 Brüssel: Betreuer der Deutschen Gehörlosen TT-Nationalmannschaft bei der EM
- 1981 Köln: Betreuer der Deutschen Gehörlosen TT-Nationalmannschaft bei den Weltspielen der Gehörlosen
- 1983 Kopenhagen: Betreuer der Deutschen Gehörlosen TT-Nationalmannschaft bei der EM
- 1985 Los Angeles: Betreuer der Deutschen Gehörlosen TT-Nationalmannschaft bei den Weltspielen der Gehörlosen
- 1987 Budapest: Betreuer der Deutschen TT-Nationalmannschaft bei der EM
- 1989 Christchurch: Betreuer der Deutschen Gehörlosen TT-Nationalmannschaft bei Weltspielen der Gehörlosen
- 1991 Sofia: Betreuer der Deutschen TT-Nationalmannschaft bei der EM
- 2009 Taipeh: Stellvertretender Chef de Mission bei den Deaflympics
- 2013 Sofia: Stellvertretender Chef de Mission bei den Deaflympics

## Auszeichnungen
| Jahr | Auszeichnung                   | Auszeichner                                 |
| ---- | ------------------------------ | ------------------------------------------- |
| 1982 | Bronzene Ehrennadel            | Deutscher Gehörlosen-Sportverband           |
| 1992 | Silberne Ehrennadel            | Deutscher Gehörlosen-Sportverband           |
| 1994 | Silberne Ehrennadel            | Stadtsportbund Dortmund                     |
| 2000 | Goldene Ehrennadel             | Deutscher Gehörlosen-Sportverband           |
| 2006 | Sportplakette                  | Bundesland Nordrhein-Westfalen              |
| 2008 | Silberne Ehrennadel            | Gehörlosen-Sportverband Nordrhein-Westfalen |
| 2010 | Bundesverdienstkreuz 1. Klasse | Bundesrepublik Deutschland                  |